# Sophie Wennerscheid
Sophie Wennerscheid (* 1973) ist eine deutsche Skandinavistin.

## Leben
Von 1992 bis 1994 studierte sie Kulturpädagogik an der Universität Hildesheim, von 1994 bis 1996 Skandinavistik, Germanistik und Evangelische Theologie an der Georg-August-Universität Göttingen, von 1996 bis 1997 im Auslandssemester an der Universität Lund und von 1997 bis 2000 Skandinavistik, neuere deutsche Literatur und Evangelische Theologie an der Humboldt-Universität und der FU Berlin. Nach der Promotion 2006 an der HU Berlin ist sie seit 2019 Professorin für dänische Literatur am Institut für Nordische Studien und Sprachwissenschaft, Universität Kopenhagen. Ab September 2022 ist sie für ein Jahr Humanities Fellow am Center for Applied Ecological Thinking wo sie an dem Forschungsprojekt „Food Ethics in Transition. Food and Agriculture in Nordic Literature, Film and Art“ arbeitet.
Ihre aktuellen Forschungsschwerpunkte sind Studien zu Essen, Landwirtschaft und Landschaft in Literatur, Film und Kunst Skandinaviens, Mensch-Maschine-Interaktion, Speculative Fiction, Posthumanismus und Ökokritik. Weitere Forschungsbereiche sind Imaginationen von Kraft, Gendertheorie, Sexualität und Begehren, sowie Multimedialität.

## Schriften (Auswahl)
- Das Begehren nach der Wunde. Religion und Erotik im Denken Kierkegaards. Berlin 2008, ISBN 978-3-88221-717-9.
- (Hg.): Sentimentalität und Grausamkeit. Ambivalente Gefühle in der skandinavischen und deutschen Literatur der Moderne. Berlin 2011, ISBN 978-3-643-11229-3.
- „Close your eyes“. Phantasma, Kraft und Dunkelheit in der skandinavischen Literatur. Paderborn 2014, ISBN 3-7705-5790-5.
- Sex machina. Zur Zukunft des Begehrens. Berlin 2019, ISBN 3-95757-706-3.